# Televisió de l'Alguer
Televisió de l'Alguer (en abrégé TVA) est une chaîne de télévision régionale privée italienne, émettant depuis la ville d'Alghero, en Sardaigne. Ses programmes sont principalement diffusés en catalan, qui est la langue vernaculaire (dans sa variante alguéroise) de cette partie de l'île.

## Historique
La Televisió de l'Alguer voit le jour le 1er avril 2008, sous l'impulsion d'une fondation désireuse de promouvoir et de sauvegarder les spécificités culturelles de l'Alguer (Fundació Alguer liberada), et avec l'aide de l'Œuvre culturelle d'Alghero (Obra Cultural de l'Alguer, un organisme culturel catalan). Le projet est immédiatement soutenu par plusieurs médias locaux, dont le quotidien Alguer et Radio Onda Stereo, qui participent tous deux à la réalisation de la grille des programmes.
Un accord signé avec la chaîne de télévision publique catalane permet à la Televisió de l'Alguer de reprendre en direct sur son antenne (de minuit à 13 heures) les émissions de TV3 CAT, version satellitaire de la principale chaîne de Catalogne, TV3. De 13 heures à 15 heures et de 21 heures à minuit, les programmes sont repris de Alguer.TV, une web-TV conduite par la rédaction du quotidien Alguer. De 15 heures à 21 heures, la chaîne diffuse des émissions musicales produites par Radio Onda Stereo.
La Televisió de l'Alguer est diffusée par voie hertzienne (télévision numérique terrestre) à Alghero et dans les communes limitrophes.

## Sources
- (it) Cet article est partiellement ou en totalité issu de l’article de Wikipédia en italien intitulé « Televisió de l'Alguer » (voir la liste des auteurs).